# Anatomie ptáků

Stavba ptačí kostry:

Anatomie ptáků (též aviární anatomie) je vědní obor zabývající se stavbou ptačího těla.
Ptáci jsou specializovanou vývojovou větví plazů skupiny Archosauria (konkrétně teropodní dinosauři z kladu Maniraptora), od kterých převzali schopnost endotermní termoregulace (homoitermie) a postupně si vyvinuli schopnost aktivního létání za pomoci od dinosaurů vývojově převzaté struktury – peří. Dalšími jejich progresivními znaky jsou přestavba přední končetiny v křídlo, změny v lopatkovém pásmu, zejména srůst klíční kosti v sáňky (furcula), zadní končetina s prodlouženým běhákem (tarsometatarsus), úplné rozdělení srdce na pravou stranu s redukovanou a levou stranu s oxidovanou krví, rozvoj pravé aorty a vymizení levé, a zvětšení koncového mozku rozvojem neostriata. Speciálními znaky jsou dále pneumatizace kostí, zvláštní úprava plic a rozvoj vzdušných vaků, zpevnění některých částí kostry (lebky, páteře, pánve) srůstem jednotlivých kostí, vznik zobákovitých čelistí s rohovitým pokryvem, zdokonalení ve stavbě oka a vnitřního ucha. Po plazích předcích zdědili suchou kůži, v níž se původní epidermální šupina přetvořila v pero a rozvinula se jen jediná, tzv. kostrční žláza. Plazího typu je i trojbazická a monokondylní lebka, původně diapsidní, modifikovaná ztrátou horního jařmového oblouku a splynutím spánkové jámy s orbitou. Zachován zůstal v zásadě i plazí způsob rozmnožování; žloutkem bohatá vejce však mají vždy pevnou vápenitou skořápku a je také rozvinuta komplikovaná péče o vejce a mláďata, označovaná jako hnízdění. Mnoho dalších znaků ptáků tvoří anatomické a funkční adaptace související se schopností letu.
Všechny tyto pokročilé adaptace s vysokým stupněm instinktivního jednání učinily z ptáků vývojově velmi úspěšnou skupinu, která osídlila celý svět s výjimkou mořských hlubin a rozrůznila se ve velké množství specializovaných skupin a druhů.

## Názvosloví
Potřeba mezinárodní komunikace mezi odborníky vedla k požadavku sestavení standardizovaného anatomického názvosloví. První nomenklatura začala vznikat již v roce 1958, kdy Vladimír Komárek z Brna, Vladeta Simić z Bělehradu a jejich spolupracovník z Toulouse začali s jejím sestavováním. V roce 1971 byl organizací World Association of Veterinary Anatomists (WAVA) založen výbor International Committee on Avian Anatomical Nomenclature (ICAAN, „Mezinárodní výbor pro aviární anatomické názvosloví“). V roce 1979 bylo vydáno dílo Nomina Anatomica Avium: An Annotated Dictionary of Birds. V roce 1993 bylo vydáno revidované dílo pod názvem Handbook of Avian Anatomy: Nomina Anatomica Avium. 
V Česku bylo v roce 2005 vydáno dílo Huga Černého Anatomie domácích ptáků, které pojednává o evoluci ptáků, zařazení domácích ptáků do zoologického systému a jejich domestikaci, stavbě těla, zevní topografické anatomii, postavení a směrech na těle ptáka, kožním systému, společném pokryvu, pohybovém systému (osteologii, arthrologii, myologii), tělní dutině, dýchacím systému, trávicím systému, močopohlavním systému, endokrinních žlázách, kardiovaskulárním systému, imunitním systému, nervovém systému a smyslových orgánech. Publikace uvádí české názvosloví a latinské ekvivalenty.
Uvedená standardizační díla definují základní anatomický postoj ptačího těla jako „1. vzpřímené držení těla s mírnou flexí v kolenních a intertarzálních kloubech, 2. s laterálně rozepjatými křídly a 3. nataženým krkem při úplném vyrovnání jeho intravitálního esovitého zakřivení“.
Ptačí tělo se člení na 6 základních částí: hlavu (caput), krk (collum), trup (truncus), ocas (cauda), hrudní končetinu (membrum thoracium) a pánevní končetinu (membrum pelvinum). Anatomická orientace v prostoru ptačího těla je podobná jako orientace na lidském těle s rozdíly v označení rovin těla a některých směrů. Roviny se označují: mediánní rovina (planum medianum), paramediánní rovina (plana paramediana, sagittalia), příčná rovina (plana transversalia) a horizontální rovina (plana dorsalia, plana horizontalia, plana frontalia).

## Orgánové soustavy

### Kožní soustava
Kůže (cutis) společně se sliznicemi trávicího, dýchacího, močového a pohlavního traktu představují nejen primární mechanické bariéry, kterými se ptáci chrání proti vstupu patogenů do organismu, ale také se podílejí na imunitních reakcích. Kůže ptáků je velmi tenká a takřka neobsahuje kožní žlázy. Skládá se z pokožky (epidermis), škáry (dermis) a podkoží (subcutis). Od kůže jsou také odvozeny kožní deriváty (appendices carnosae) – např. hřebínek, lalůčky, ušnice aj. Unikátním útvarem u ptáků je peří.

### Kosterní soustava
Vzhledem ke způsobu života a pohybu vykazuje kostra ptáků řadu anatomických odchylek v porovnání se savci (nižší relativní hmotnost, pevnost, pneumatizace většiny kostí a redukce jejich počtu srůstem v některých částech kostry aj.). Kosti jsou díky vysokému obsahu minerálních látek velmi tvrdé a pevné, ale také křehké. Zvláštnostmi ptačí kostry jsou zejména bezzubý zobák, vysoká pohyblivost horního zobáku, plně vyvinutý pletenec hrudní končetiny přeměněné v křídlo, osifikace hrudních úseků žeber a zpevnění hrudníku pomocí háčkovitých výběžků. Podobně jako u jiných obratlovců se rozlišuje kostra osová, axiální (zahrnuje kostru hlavy, krku a trupu) a kostra končetin (zahrnuje kostry hrudní a pánevní končetiny, které se vzájemně liší a jejichž stavba je jiná než u ostatních obratlovců). Významnou úlohu má krk ptáků, který je u různých druhů tvarově velmi variabilní a sehrává funkci jakési přídatné končetiny.

### Svalová soustava
V kosterní svalovině ptáků dominují hlavně létací svaly a svaly zadních končetin. Největšími svaly na ptačím těle jsou hrudní svaly (mm. pectorales), upínající se na hřeben kosti hrudní a pohybující křídlem dolů, a jeho antagonista m. supracoracoideus, ležící pod ním a vykonávající pohyb křídel směrem nahoru. Svalstvo končetiny se upíná na synsakrum, femur a tibiotarzum. Běhák svalovinu nemá, podélně jím vedou jen šlachy k prstům. Zajímavá je úprava některých svalů zadní končetiny (m. ambiens, mm. flexores perforantes et perforati), která umožňuje automatické sevření prstů hřadujícího ptáka. Při napnutí šlach těchto svalů zapadnou jejich výrůstky do prohlubní šlachových pochev jako řetěz do ozubeného kola, takže sedící pták už nevynakládá žádnou svalovou námahu.

### Trávicí soustava
Trávicí systém (systema digestorium) odpovídá u ptáků základní stavbě u vyšších obratlovců, až na některé zvláštnosti. Podobně jako u savců lze jej rozdělit na část hlavovou a trávicí trubici. Hlavovou část tvoří tzv. orofarynx, který zahrnuje dutinu ústní (zobákovou) a hltan. Horní a dolní čelist kryje více či méně zrohovatělý zobák. Jazyk je většinou neohebný, protože je podložen kostí, zato jej ptáci mohou vysunovat poměrně daleko z ústní dutiny. Chuťové pohárky jsou přítomny na jazyku a na stěně dutiny zobáku. Choana je jednotná a stejně tak i hltanové vyústění sluchových čili Eustachových trubic. Trávicí trubici představují jícen, který probíhá po pravé straně krku a je u mnoha ptáků v distální části rozšířen ve vole. Trávicí trubice dále pokračuje jako žláznatý a svalnatý žaludek, tenké střevo a poměrně krátké tlusté střevo. Na rozhraní tenkého a tlustého střeva zpravidla odstupují dvě různě velká slepá střeva. Trávicí trubice končí společně s vývodnými cestami močovými a pohlavními v kloace. Žluč do střeva přivádějí dva žlučovody, bez ohledu na přítomnost nebo absenci žlučníku. Pankreatickou šťávu přivádějí do střeva 2–3 vývody.

### Imunitní systém
Nejlépe prostudovaný je imunitní systém u kura domácího. Na jeho funkci se podílejí nespecifické a specifické obranné mechanismy organismu, které jsou vzájemně provázány a do značné míry se navzájem podmiňují. Morfologickým podkladem imunitního systému je lymfatická tkáň, uspořádaná do lymfatických orgánů souhrnně tvořících lymfatický systém. Obranné mechanismy ptáků jsou analogické savčím, výjimkou je výrazná anatomická dichotomie imunitního systému.

### Vylučovací soustava
Močové orgány regulují příjem a výdej vody a udržují homeostázu. V porovnání se savci mají ptáci odlišnou stavbu ledvin a chybí jim ledvinová pánvička, močový měchýř (výjimkou jsou pštrosi) i močová trubice.
Párové pravé ledviny (metanefros) jsou protáhlého tvaru, třílaločnaté a jsou uloženy v zadní části tělní dutiny v prohlubních synsakra. Poprvé je vytvořena Henleova klička, jež přispívá ke zpětné resorpci vody z primární moče a tvorbě vlastní hypertonické moče, a je zvětšen počet glomerulů; kromě toho dochází k resorpci vody i v kloace. Zbytky vrátnicového oběhu v ledvinách jsou zachovány. Kyselina močová se dopravuje krví z jater do Malpighiho tělísek a zde je filtrována z glomerulů. Párové močovody odvádějí tekutou moč přímo do středního oddílu kloaky, odkud se dostává zpět do koprodea. Tam se po odnětí zbylé vody ukládá bělavá kyselina močová a jiné uráty jako povrchový povlak na trus. Trus s močí pak odchází středním a vnějším oddílem kloaky ven z těla.

### Rozmnožovací soustava
Způsob rozmnožování je u ptáků dokonalejší než u plazů (jsou u nich vyvinuty různé formy rodičovských instinktů). Pohlavní orgány se však vyznačují úsporností stavby. Samčími gonádami jsou párová fazolovitá varlata (pravé je menší), většině ptáků chybí penis a kopulují přitištěním okrajů kloak. Samice mají zpravidla jen jeden fungující vaječník, a to levý, včetně levého vejcovodu.

### Dýchací soustava
Ptáci mají nejvýkonnější dýchací systém ze všech obratlovců. Celková aktivní plocha ptačích plic je až o 20% větší než u savců; také intenzita dýchání u ptáků je vzhledem k morfologickým i funkčním odlišnostem plic mnohem vyšší. Plíce jsou ale poměrně malé, kompaktní a při dýchání se jejich objem nemění, což prakticky zhoršuje jejich vyšetření auskultací. Ventilace je umožněna především systémem vzdušných vaků.

### Oběhová soustava
Kardiovaskulární systém (systema cardiovasculare), stejně jako u savců, zahrnuje srdce, krevní cévy a lymfatický systém. Ptáci mají relativně největší srdce z obratlovců a absolutně nejvyšší krevní tlak, srdeční frekvenci a tělesnou teplotu. Větší relativní objem srdce a vyšší tepová frekvence zajišťují ptákům větší minutový objem než u savců. Plicní a tělní krevní oběh jsou u ptáků uspořádány stejně jako u savců. Ptáci mají 3 portální žilní oběhy (hypofyzární, jaterní, ledvinový).

### Smyslová soustava
Ptáci řídí svá jednání zejména zrakem, sluchem a hmatem. Smyslové receptory mohou představovat samostatné orgány (ucho, oko), tvořit shluky ve sliznici nosní a ústní dutiny (čich, chuť) nebo tvořit orgány s povrchovou a hlubokou citlivostí (organa sensoria accessoria).

### Endokrinní soustava
Endokrinní systém je u ptáků analogický se savci, nicméně existují odlišnosti. V adenohypofýze, která postrádá střední lalok, byly zjištěny folikuly stimulující hormon, luteinizační hormon (svatební opeření samců), thyreotropní hormon, adrenokortikotropní hormon, luteotropní hormon (vyvolává hnízdní pud a u holubů produkci kašovité hmoty ke krmení mláďat). V neurohypofýze byl zjištěn oxytocin (snáška) a antidiuretický hormon (regulace hospodaření s vodou). Brzlík funguje jednak jako endokrinní žláza, jednak jako krvetvorný orgán. Hormon štítné žlázy – tyroxin, ovlivňuje metabolismus, růst, pelichání i chování ptáků v souvislosti s tahem. Parathormon příštítných tělísek řídí hospodaření vápníkem a fosforem. V nadledvinách na rozdíl od savců nejsou korová a dřeňová vrstva morfologicky zřetelně odděleny; kůra produkuje kortikoidy a dřeň adrenalin. Produkce insulinu a glukagonu v ostrůvkovité endokrinní části pankreatu je shodná s poměry u savců i plazů. Gonády obou pohlaví produkují pohlavní hormony (androgeny i estrogeny); za normálních okolností však jedna z obou skupin převládá a určuje mj. i sekundární pohlavní znaky.

### Nervová soustava
Nervová soustava ptáků je na vyšším stupni vývoje než u plazů a proto jejich životní projevy jsou dokonalejší a jejich schopnost přizpůsobovat se podmínkám prostředí je větší.
V centrální nervové soustavě (CNS) ptáků jsou vyvinuty zvláště ty části, které mají přímý vztah k ústrojím pohybu, zraku a sluchu. Neobyčejně bohatý instinktivní život ptáků podmínil rozvoj koncového mozku, který obsahuje již všechna vyšší ústředí kromě zrakového. To je lokalizováno v dobře vyvinutém středním mozku. Koncový mozek je nejmohutnější částí celého mozku, povrch hemisfér ale není gyrifikován jako u savců, ale získal na objemu zvětšením vnitřní hmoty bazálních ganglií a neopália. Také mozeček je značně rozvinut a jeho zvětšené laloky jsou zvrásněné jako u savců. Rozvinuty jsou i zrakové hrboly ve stropu středního mozku, kde zůstává zrakové ústředí. Čichové laloky jsou naopak silně redukovány.
Mícha sahá od mozku až do posledního ocasního obratle. Při přechodu z krční do hrudní oblasti a v pánevní krajině je zduřelá v místě odstupu motorických nervů inervujících létací svaly a svaly běháku. Pro ptačí míchu je typické toto zesílení (hřbetní výduť) v bederní a křížové krajině, v důsledku velké koncentrace pojivových (neurogliových) buněk. Míšní nervy i vegetativní nervový systém jsou dobře vyvinuty, ale vymezení sympatických a parasympatických vláken je často problematické, protože útrobní nervy obsahují obojí vlákna.
Ptáci mají obvykle skvěle vyvinutý zrak a vnímají na rozdíl od savců také v ultrafialovém spektru.